# Solières Sport
Solières Sport was een Belgische voetbalclub uit Solières. De club was aangesloten bij de KBVB met stamnummer 9426 en had rood en wit als clubkleuren.

## Geschiedenis
De club sloot zich in 2002 aan bij de Belgische Voetbalbond. Vanaf 2005 ging men van start in de allerlaagste provinciale reeksen, in de Luikse Vierde Provinciale. Men eindigde dat seizoen al meteen als zesde. De volgende jaren zou Solières een snelle opgang maken.
In 2007 werd Solières al kampioen en promoveerde naar Derde Provinciale. Ook daar zette men goede resultaten neer. Men eindigde er het debuutseizoen als vierde, met bovendien een eindrondeplaats, waar men echter werd uitgeschakeld. In 2008 kende men nog meer succes en Solières werd nu na twee jaar nu ook kampioen in Derde Provinciale en steeg zo verder naar Tweede Provinciale. Ook daar bleef men bij de beteren en werd meteen twee jaar op rij de eindronde behaald, telkens zonder succes. Na drie seizoen pakte Solières uiteindelijk de titel in Tweede Provinciale en zo stootte de club in 2012 al door naar het hoogste provinciale niveau.
In Eerste Provinciale ging de jonge club verder op het elan en werd er meteen vicekampioen, op slechts een punt van kampioen Spa FC. Na het winnen van de provinciale eindronde mocht Solières naar de interprovinciale eindronde voor promotie. Na winst in de verlengingen tegen RES Champlonaise bereikte het daar de finale, waar men echter na strafschoppen verloor van Vlijtingen VV. Het won echter de wedstrijd tegen Gosselies Sports voor eventuele vrijgekomen plaatsen. Omdat het stamnummer van K. Beerschot AC geschrapt werd, kwam er een extra plaats vrij die ingenomen werd door Solières en zo promoveerde Solières in 2013 naar vierde klasse.
Na 3 jaar in Vierde klasse promoveerde de ploeg rechtstreeks naar Tweede klasse Amateurs via een derde plaats in de reguliere competitie.
Daar draaide de ploeg 7 jaar mee, tot de competitie 2022/2023 waar na een 16e plaats, de ploeg degradeerde. 
De ploeg besloot daarop de handdoek in de ring te gooien en te fusioneren met het naburige Royal Football Club Huy (stamnummer 75) onder de nieuwe naam R. Union Hutoise

## Resultaten
| Seizoen | Klasse | Klasse | Klasse | Klasse | Klasse | Klasse | Reeks                                                    | Punten                                                   | Opmerkingen                                              |
|         | I      | I      | II     | III    | IV     | P.I    |                                                          |                                                          |                                                          |
| ------- | ------ | ------ | ------ | ------ | ------ | ------ | -------------------------------------------------------- | -------------------------------------------------------- | -------------------------------------------------------- |
| 2012/13 |        |        |        |        |        | 2      | Eerste prov. Luik                                        | 62                                                       |                                                          |
| 2013/14 |        |        |        |        | 10     |        | Vierde klasse D                                          | 37                                                       |                                                          |
| 2014/15 |        |        |        |        | 3      |        | Vierde klasse D                                          | 57                                                       |                                                          |
| 2015/16 |        |        |        |        | 3      |        | Vierde klasse D                                          | 59                                                       |                                                          |
|         | 1A     | 1B     | 1Am    | 2Am    | 3Am    | P.I    | Vanaf 2016-17 zijn er 3 nationale en 2 regionale niveaus | Vanaf 2016-17 zijn er 3 nationale en 2 regionale niveaus | Vanaf 2016-17 zijn er 3 nationale en 2 regionale niveaus |
| 2016/17 |        |        |        | 7      |        |        | Tweede klasse Am.                                        | 42                                                       |                                                          |
| 2017/18 |        |        |        | 9      |        |        | Tweede klasse Am.                                        | 35                                                       |                                                          |
| 2018/19 |        |        |        | 12     |        |        | Tweede klasse Am.                                        | 31                                                       |                                                          |
| 2019/20 |        |        |        | 14     |        |        | Tweede klasse Am.                                        | 22                                                       | Competitie stopgezet wegens Covid-19                     |
| 2020/21 |        |        |        | -      |        |        | Tweede afdeling                                          | -                                                        | Competitie geschrapt wegens Covid-19                     |
| 2021/22 |        |        |        | 7      |        |        | Tweede afdeling                                          | 48                                                       |                                                          |
| 2022/23 |        |        |        | 16     |        |        | Tweede afdeling                                          | 31                                                       | Degradatie. Ploeg wordt opgeslorpt door R. Union Hutoise |